# Ізола-дель-Кантоне
Ізола-дель-Кантоне (італ. Isola del Cantone, ліг. L’Isöa do Canton) — муніципалітет в Італії, у регіоні Лігурія,  метрополійне місто Генуя.
Ізола-дель-Кантоне розташована на відстані близько 420 км на північний захід від Рима, 27 км на північ від Генуї.
Населення — 1541 особа (2014).

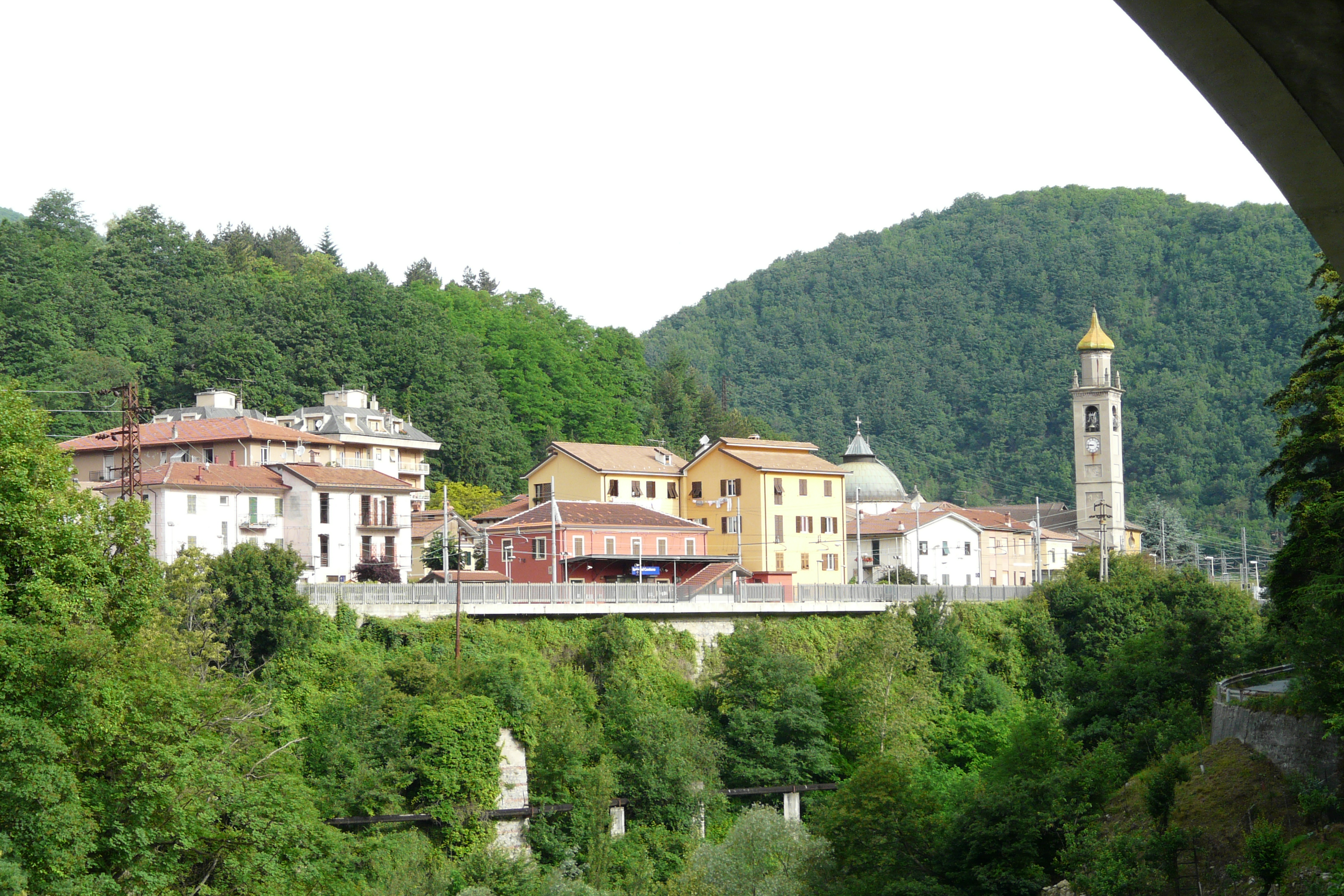

Щорічний фестиваль відбувається другої неділі серпня. Покровитель — santo Stefano.

## Демографія
Населення за роками:

Станом на 1 січня 2023 року в муніципалітеті офіційно проживало 147 іноземців з 22 країн, серед них 54 громадяни країн Євросоюзу та 5 громадян України.

## Сусідні муніципалітети
- Аркуата-Скривія
- Бузалла
- Грондона
- Монджардіно-Лігуре
- Роккафорте-Лігуре
- Ронко-Скривія
- Воббія
- Вольтаджо